# Nassima Terfaya
 (septembre 2016).
Œuvres principales
- Faïza, le défi
- Démarche qualité dans l'entreprise et analyse des risques
- El Hadef, le symbole d’une lutte
- Apport de la culture marketing dans le développement touristique : étude comparative au sein des pays du Maghreb : Algérie, Maroc, Tunisie

Nassima Terfaya est  une femme de lettres algérienne née le 2 juin 1965 à Blida. 
Elle écrit son premier roman, Faïza, le défi (2002) à l'âge de vingt-trois ans. D'autres livres suivront par la suite.

## Biographie
Nassima Terfaya grandit à Annaba, la ville natale de ses parents. 
Elle développe très tôt un goût pour la littérature classique française, et fut influencée par de grands écrivains français, tels que Charles Baudelaire, Honoré de Balzac, Émile Zola, Jules Verne.  
Elle suit des études en technologie, en management et en biologie en Algérie et à l'étranger. Elle obtient un diplôme d'ingénieur d’État en génie chimique de l'université d'Annaba. 
Polyvalente, elle écrit par la suite des livres dans différents secteurs : roman de société, récit en histoire et livres professionnels dans le domaine de la gestion d'entreprise et du marketing. 
En 2002, elle publie son premier roman, Faïza, le défi, en hommage à sa mère. Il relate la lutte des femmes pour une meilleure reconnaissance.
Nassima Terfaya travaille pendant plusieurs années au niveau des services extérieurs du ministère du Commerce algérien. Dans ce cadre, elle publie en 2004 un ouvrage en rapport avec la qualité des produits et services intitulé : Démarche qualité en entreprise et analyse des risques.
En 2005, elle publie un livre d’histoire sur la révolution algérienne racontée par son père, un officier de l'ALN : El Hadef, le symbole d’une lutte. 
En 2008 est publié un livre sur le marketing touristique, intitulé Apport la culture marketing dans le développement touristique : étude comparative au sein des pays du Maghreb : Algérie, Maroc, Tunisie. Ce livre révèle les failles du domaine touristique en Algérie et propose des mesures pour y remédier avec des méthodes adaptées.

## Œuvres
- Faïza, le défi, 2002, Édition El Hikma, Alger, Algérie. (ISBN 9961-90-632-2); réédition en France en 2011  (ISBN 978-2-8121-9766-6)
- Démarche qualité en entreprise et analyse des risques, 2004, Édition Houma, Alger, Algérie.  (ISBN 9961-66-776-X)
- El Hadef, le symbole d'une lutte, 2005, Nassima Terfaya.  (ISBN 9947-00-885-1)
- Apport de la culture marketing dans le développement touristique. Étude comparative au sein du Maghreb: Algérie, Maroc, Tunisie, 2008, Édition Houma, Alger, Algérie.  (ISBN 9789961652404)

## Distinction
Nassima Terfaya a reçu une attestation de mérite par le Ministre du Commerce Abdelhamid Temmar en 2002, pour la publication de son œuvre  littéraire. Une médaille de mérite lui fut décernée par son successeur, le ministre du Commerce Noureddine Boukrouh pour ses productions littéraire et professionnelle.
voir 
la catégorie sur nassima terfaya
https://commons.wikimedia.org/wiki/Category:Nassima_Tarfaya